# Marie-Renée Patry
Marie-Renée Patry est une actrice québécoise.

## Biographie
Marie Renée Patry est une comédienne canadienne ayant évolué à la télévision, au théâtre et au cinéma. Parmi ses rôles notables on peut citer le rôle de l'ange dans La Part des anges diffusé à la Société Radio-Canada et écrit par Sylvie Payette, ou la série Les Grands Procès où elle incarne la "femme Pitre", rôle qui lui a d'ailleurs valu un des Prix Gémeaux du meilleur premier rôle féminin en 1993.
Elle a aussi interprété Marguerite au côté de Robert Gravel dans Les Héritiers Duval, l'amusante Angèle de la série L'Or et le Papier (aussi diffusé en France en Suisse et en Belgique), Lise Payette dans la télésérie René Lévesque, sans oublier la Matrone de la Salpêtrière dans Shehaweh, qui lui a valu une nomination au Gémeau de la meilleure interprétation. Watatatow (Céline), Mémoire Vive (Clio, Muse de l'Histoire ), Avec un Grand A (La mère porteuse), La Princesse Astronaute (La Sorcière), Les filles de Caleb (Maman de Marie), La Bolduc (Minute Héritage Canada), sont d'autres émissions et projets. Au cinéma, on l'a vue dans Liste Noire (avec Michel Coté) et Paroles et Musique (avec Catherine Deneuve et Christophe Lambert).
Elle a participé également à plusieurs projets en théâtre, dont La Famille Toucourt en solo ce soir, où elle interprétait le rôle polyvalent de pianiste, soliste et mère et qui a été souligné par une nomination à l'Académie Québécoise du théâtre pour la performance en interprétation rôle principal. Peu de gens savent que Marie Renée Patry a aussi été la voix de Tintinnabulle dans la très populaire série Passe-Partout, et qu'elle prête sa voix de composition ou d'annonceure pour de nombreuses publicités à la télévision et à la radio.
En 2002, elle s'octroie 5 années sabbatiques pour réaliser des projets personnels. Elle signe deux ouvrages : Sapiences, Horoscopes Traditionnels et Fantastiques (publié aux Éditions du Roseau en 2005) suivi du TAROT SANCTUM, le grimoire des Initiés (publié aux Éditions du Roseau en 2007). Parallèlement à ces activités d'auteure et de comédienne, elle fonde une Boutique et Centre de Formation en Magie Blanche et Sapiences Traditionnelles en 2002, qui a toujours pignon sur rue à Montréal. La Magie Elémentaliste et Druidique (herbalisme) font partie de son quotidien depuis plus de 20 ans. Elle s'est donné pour mission dans les prochaines années avec ses partenaires d'affaire Michel Boileau et Pascal Raymond, de tenter de faire découvrir la Magie aux « non-initiés » en la rendant plus facile d'accès en diffusant les informations de base sur cette pratique d'une façon moins ésotérique et occulte. Elle dit d'ailleurs avec humour que  « … La Magie… ce n'est pas Sorcier ! ».
Elle a repris depuis la fin de 2008 ses activités de comédienne après qu'on lui proposa le rôle de Fellini dans le film "Magique" de Philippe Muyl (MGM France). Elle continue également à prêter sa voix dans le cadre de publicités, doublages et jeux vidéo en plus d'être chargée de cours (Boutique Charme & Sortilège et privée)

## Filmographie
- 1989 : Paroles & Musique (Film coproduit avec la France mettant en vedette Catherine Deneuve et Christophe Lambert.) : Chanteuse Rock
- 1987 - 1990 : Passe-Partout (série télévisée pour enfants) : Tintinnabulle
- 1990 : Les Filles de Caleb (série télévisée) : Madame Lebrun
- 1990 : L'Or et le Papier (série télévisée) : Angèle Létourneau
- 1988 - 1991 : Mémoire vive (série télévisée /Canal Famille) : Clio, Muse de l'Histoire
- 1991 : Watatatow (série télévisée) : Céline Trépanier
- 1992 : Shehaweh (série télévisée) : La Matrone de la Salpêtrière
- 1993 : Les Grands Procès (série télévisée) : La femme Pitre
- 1993 : La Bolduc (série Héritage Canada) : La Bolduc
- 1994-1997 : Les Héritiers Duval : Marguerite Lafleur
- 1994 : René Lévesque (série télévisée) : Lise Payette
- 1994 : C'était le 12 du 12 et Chili avait les blues : Sœur Saint-Agnès
- 1995 : Liste noire : Carole Gosselin
- 1996 : Avec un grand "A" / La Cigogne : Céline (mère porteuse)
- 1997-1999 : La Part des anges (série télévisée) : Thérèsa St-Pierre
- 1998 : Dans une galaxie près de chez vous (série télévisée/Canal Famille) :Voix de la téléphoniste
- 2001-2003 : In Extremis / Divers Rôles pour l'INIS, Institut de l'Image et du Son
- 2008 : Magique (Coproduction MGM-France) : Fellini

## Récompenses et Nominations

### Récompenses
- Récipiendaire Meilleure Interprétation Gémeaux 94 (Premier Rôle) LES GRANDS PROCÈS, La Femme Pitre, rôle-titre : Marguerite Pitre, Real : Mark Blandford,

### Nominations
- Nomination Meilleure interprétation Gémeaux 93 (Rôle de soutien) SHEHAWEH, Rôle de Soutien : La Matrone de la Salpêtrière, Réal : Jean Beaudin
- Nomination à L'Académie Québécoise du théâtre 94 pour la performance en interprétation rôle principal La Famille Toucourt en solo ce soir
- Nomination Meilleure interprétation Gémeaux 98 (Premier Rôle)  LA PART DES ANGES, Rôle principal : Térésa
- Nomination Meilleure interprétation Gémeaux 2000 (Premier Rôle)  LA PART DES ANGES, Rôle principal : Térésa